# Mohamed Taieb Bayram
Pour les articles homonymes, voir Famille Bayram et Bayram.
Mohamed Taieb Bayram, né en 1881 à Tunis et décédé en 1943 à Tunis, est un religieux et ouléma tunisien.
Né dans une famille de la notabilité tunisoise d'origine turque, composée de hauts dignitaires religieux, il est le fils du cadi et mufti hanéfite Mahmoud Bayram.
Après avoir étudié à la Zitouna, il devient professeur (mudarris) hanéfite en 1914 et mufti hanéfite. En 1939, il devient Cheikh El Islam du pays, succédant à Mohamed Ben Youssef.